# Gymnopilus abruptus
Gymnopilus abruptus là một loài nấm thuộc họ Cortinariaceae. Loài này được miêu tả lần đầu bởi Elias Magnus Fries vào năm 1818 với danh pháp Agaricus callisteus. Hai thập kỷ sau ông đã chuyển loài này sang chi Cortinarius trong tác phẩm năm 1838 của ông Epicrisis Systematis Mycologici